# PQ3船団
PQ3船団は、第二次世界大戦中にイギリスからソ連へ支援物資を運ぶために運航された4つ目の護送船団。
船団は1941年11月9日にアイスランドのクヴァールフィヨルズル (Hvalfjörður、ハヴァルフィヨルドとも) を出発し、11月22日にアルハンゲリスクに到着した。
船団は8隻の船で構成されていて、6隻がイギリス船籍、2隻がパナマ船籍であった。護衛は軽巡洋艦「ケニア」、駆逐艦「イントレピッド」と複数の掃海艇や武装トロール船であった。
1隻の商船、「ブライアーウッド (Briarwood)」が氷で損傷しアイスランドへ引き返したが、残りは無事目的地に到着した。